# Xenotachina angustigena
Xenotachina angustigena är en tvåvingeart som beskrevs av Fan 1992. Xenotachina angustigena ingår i släktet Xenotachina och familjen husflugor.
Artens utbredningsområde är Sichuan (Kina). Inga underarter finns listade i Catalogue of Life.